# Saint-Théodorit
Saint-Théodorit là một xã ở tỉnh Gard. Xã này có diện tích 8,75 km², dân số năm 1999 là 258 người. Khu vực này có độ cao trung bình 80 mét trên mực nước biển.